# João Ogilvie
João Ogilvie (em inglês:  John Ogilvie) foi um diplomata, sacerdote, mártir escocês.

## Vida e obras
Era filho de um católico convertido ao calvinismo e de mãe católica. Estudou em Douai e Louvain, na Bélgica, onde foi aluno do teólogo jesuíta Cornélio. É enviado para continuar os seus estudos no Mosteiro Beneditino de Ratisbona, na Alemanha, e graças a uma bolsa de estudos, fundada pelo papa Gregório XI, passa para Olmutz no mesmo país. Em novembro de 1599, foi admitido na Companhia de Jesus. Aos 20 anos entrou no noviciado de Brno, na Áustria. Fez seus votos em 1601. Nessa atura passou a estudar filosofia em Graz. Depois volta a Olmutz para estudar teologia. Em 1610 foi ordenado sacerdote em Paris. Manteve-se após isso três anos em Rouen.
Em 1613 viajou para a Escócia como sendo um comerciante de cavalos com o nome falso de John Watson. A partir daí, começou a pregar em segredo, celebrando a missa clandestinamente nas residências dos fiéis. Porém, este ministério duraria menos de um ano. Em 1614, foi traído e preso em Glasgow. Ele sofreu terríveis torturas, incluindo a privação de sono por oito dias e nove noites, numa tentativa de fazê-lo entregar a identidade de outros católicos romanos. Ele não cedeu e, consequentemente, foi condenado por alta traição por se recusar a aceitar a jurisdição espiritual do rei James VI da Escócia. Em 10 de março de 1615, com 36 anos de idade, ele foi paradeado pelas ruas de Glasgow, enforcado e estripado, como era costume na época, em Glasgow Cross.
Suas palavras finais foram "Se há ainda católicos escondidos, que rezem por mim, pois as preces dos heréticos eu não terei." Após ele ter sido empurrado no cadafalso, ele atirou um rosário para o público. A história continua afirmando que um de seus inimigos pegou-o e se tornou, a partir daí, um devoto católico. Após a sua execução, os seguidores de Ogilvie foram capturados e presos, sendo obrigados a pagar pesadas multas sem, no entanto, mais condenações à morte.
Como mártir da Reforma Escocesa e da Contra-Reforma, ele foi beatificado em 1929 e canonizado em 1976. Ele é o único santo pós-Reforma da Escócia. 